# Saint-Omer-Capelle
Saint-Omer-Capelle é uma comuna francesa na região administrativa de Altos da França, no departamento de Pas-de-Calais. Estende-se por uma área de 10,69 km². Em 2010 a comuna tinha 1 117 habitantes (densidade: 104,5 hab./km²).